# Bohepilissus
Bohepilissus là một chi bọ cánh cứng thuộc họ Scarabaeidae.